# سوبیسوکی (ناحیه کرومیریژ)
سوبیسوکی (به چکی: Soběsuky) یک منطقهٔ مسکونی در جمهوری چک است که در ناحیه کرومیریژ واقع شده‌است. سوبیسوکی ۴ کیلومتر مربع مساحت و ۳۴۸ نفر جمعیت دارد و ۳۴۰ متر بالاتر از سطح دریا واقع شده‌است.